# 스콧 윌슨
스콧 윌슨(영어: Scott Wilson, 본명: William Delano Wilson, 1942년 3월 29일 ~ 2018년 10월 6일)은 미국의 배우이다.

## 출연 작품
- 괴물 - 더글라스 역
- 몬태나 - 사이러스 라우데 역 역